# Tantuni

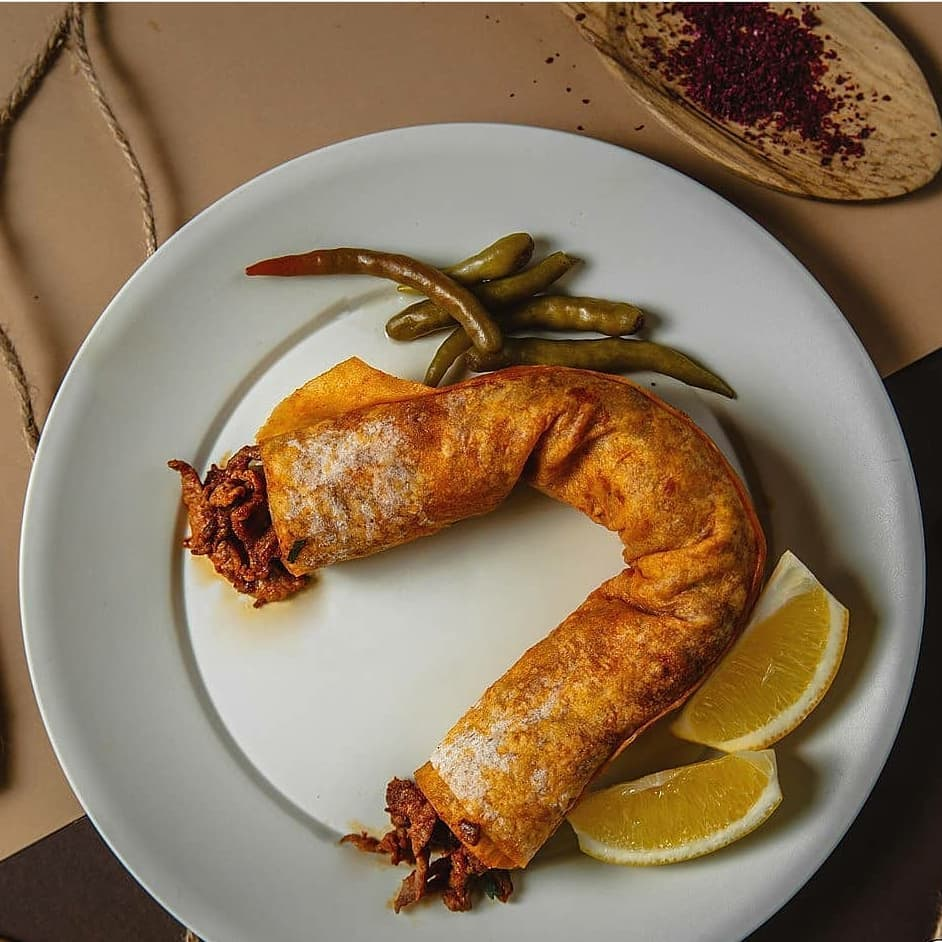
Tantuni

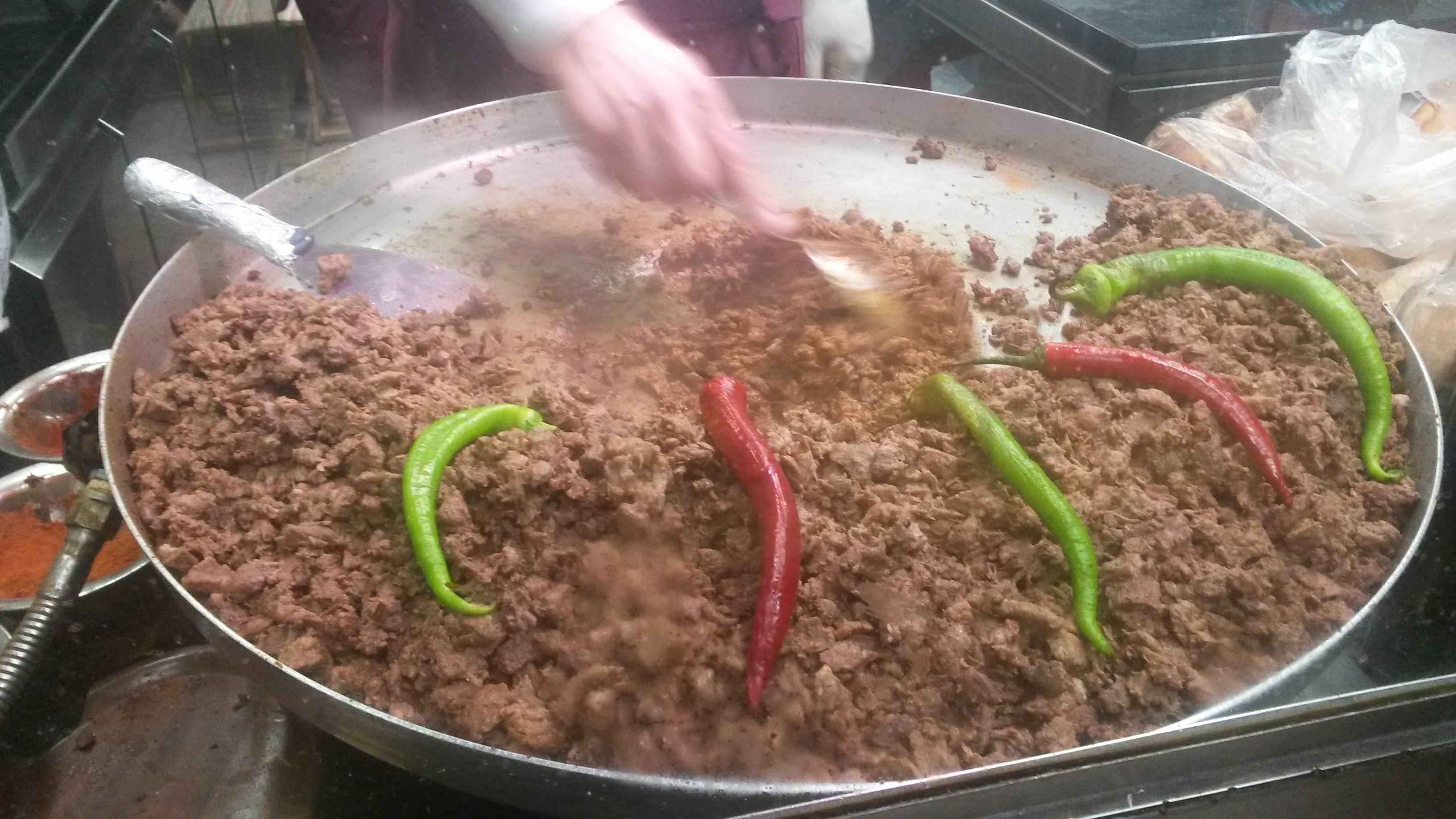
Tantuni

Tantuni este denumirea unei paste făinoase, iofca (tr. yufka), rulată și umplută cu carne de vițel sau de miel fiartă și tocată și grăsime de miel, roșii, ceapă, o legătură de pătrunjel, ardei iute măcinat, chimen și piper negru măcinat.
Preparatul este specific bucătăriei turcești (provincia Mersin). În Mersin are loc anual Festivalul Tantuni.
Tantuni este servit în mod tradițional cu lamaie, ardei iute (turșu) și șalgam, un suc de nap. Pe lângă șalgam este servit de multe ori, la tantuni, ayran.

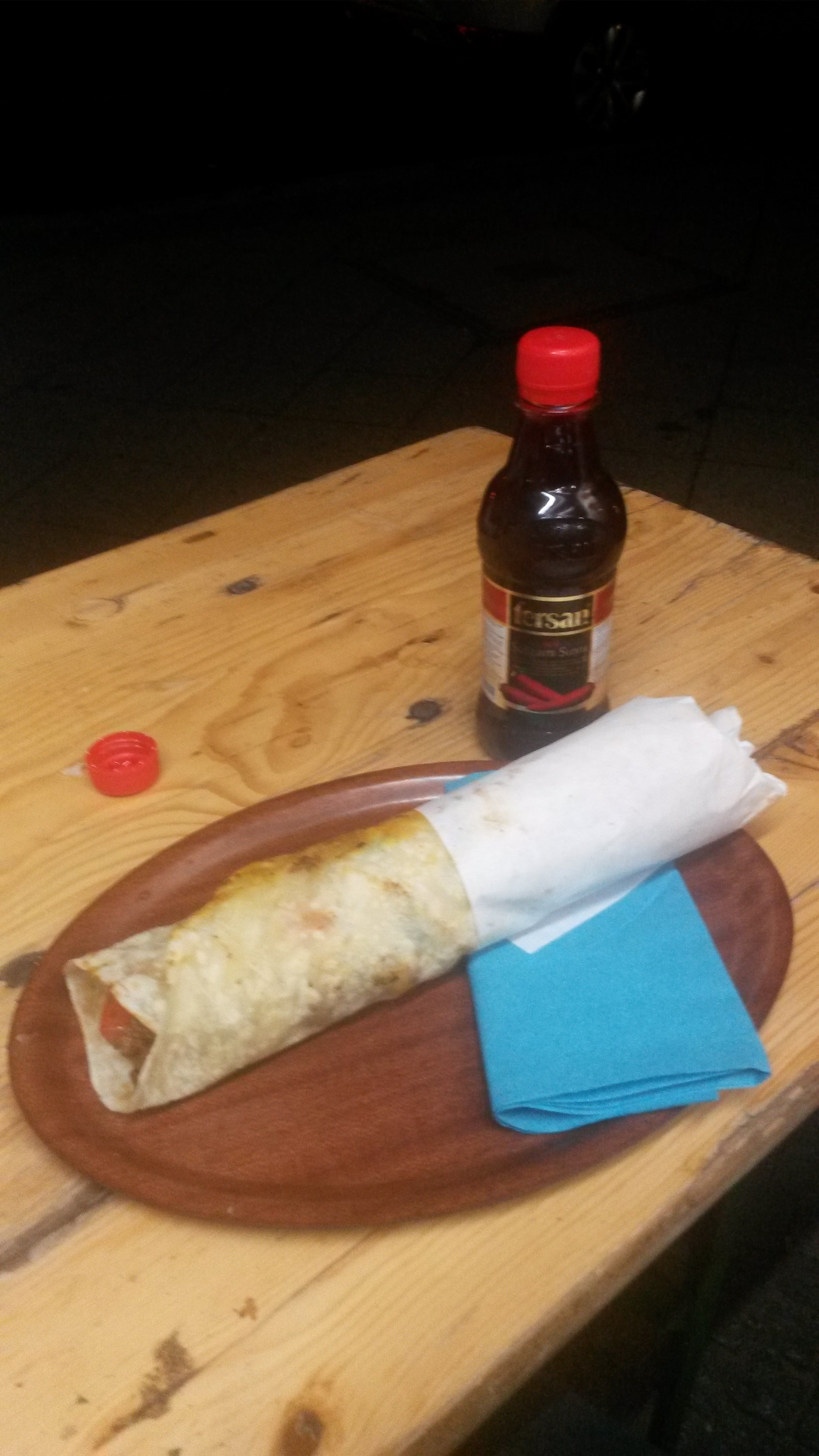
Tantuni tradițional servit cu șalgam